# 와이드 신주
와이드 신주(イブニング信州)은 NHK 종합 텔레비전에서 방송되고 있으면서 NHK 나가노 방송국에서 제작하고 있다.

## 방송 소개
- NHK 나가노 방송국에서 방영되고 있는 와이드 신주(信州)는 퇴근 시간 한 주동안 있었던 나가노현 지역의 사건과 리포트를 전하는 프로그램이다.

## 방송 시간
- 월 ~ 금 오후 6시 10분 ~ 7시(50분)